# Cleptometopus scutellatus
Cleptometopus scutellatus là một loài bọ cánh cứng trong họ Cerambycidae.